# Jasper Morrison

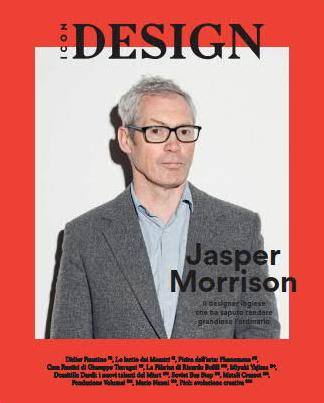
Jasper Morrison op de cover van Icon Design

Jasper Morrison (Londen, 1959) is een Brits industrieel ontwerper. 

## Biografie
Jasper Morrison studeerde aan de Bryanston School om in 1982 een bachelor te behalen aan de Kingston Polytechnic Design School. In 1985 behaalde hij een master in design aan de Royal College of Art (RCA). Hij verkreeg de titel van eredoctor aan de Kingston Universiteit Londen.

## Bekende werken
- Ply chair (1988), stoel
- All plastic Chair (2016), stoel in samenwerking met Vitra.
- GLO-ball, lampen reeks
- TW 2000, tram

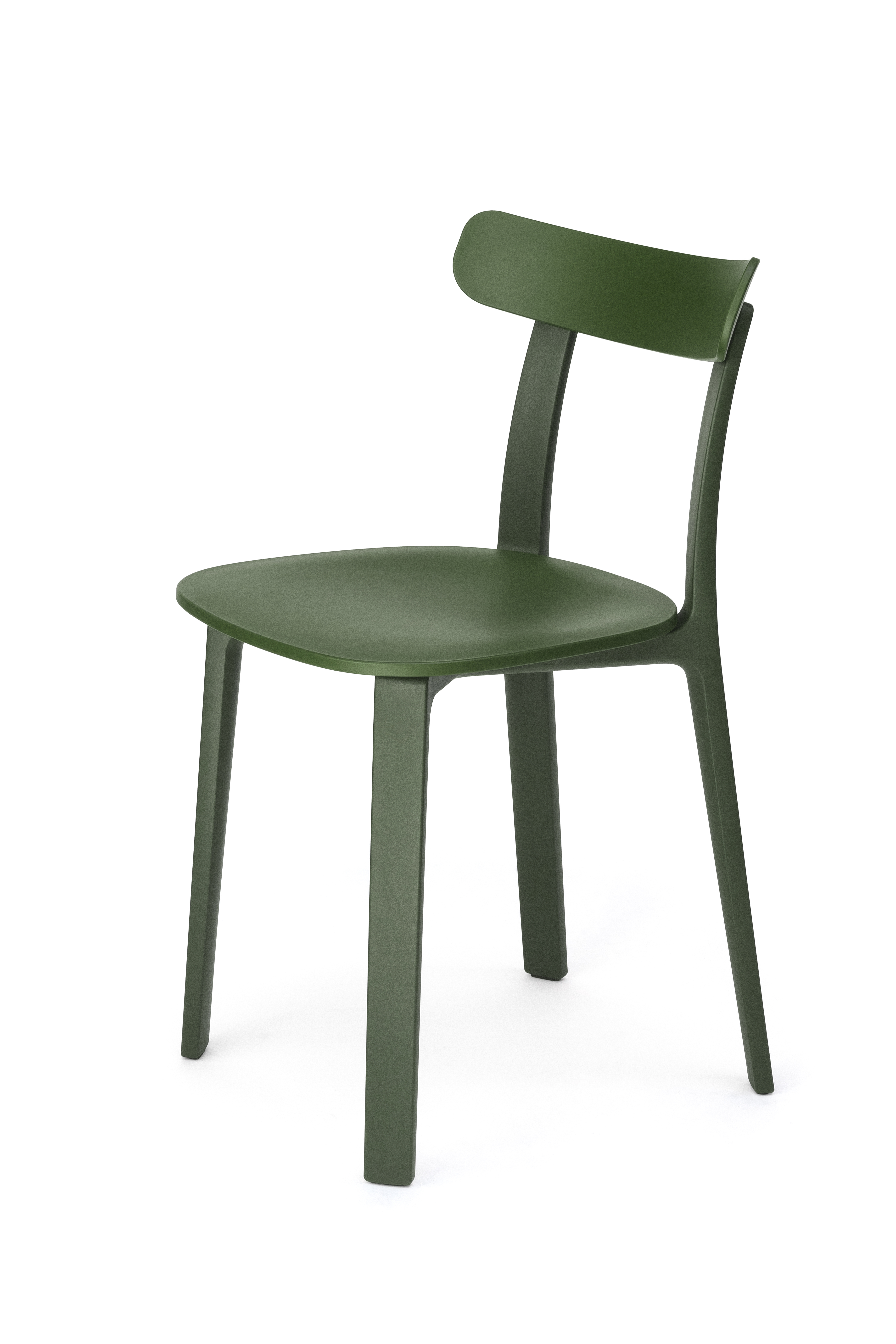
All Plastic Chair (Vitra)
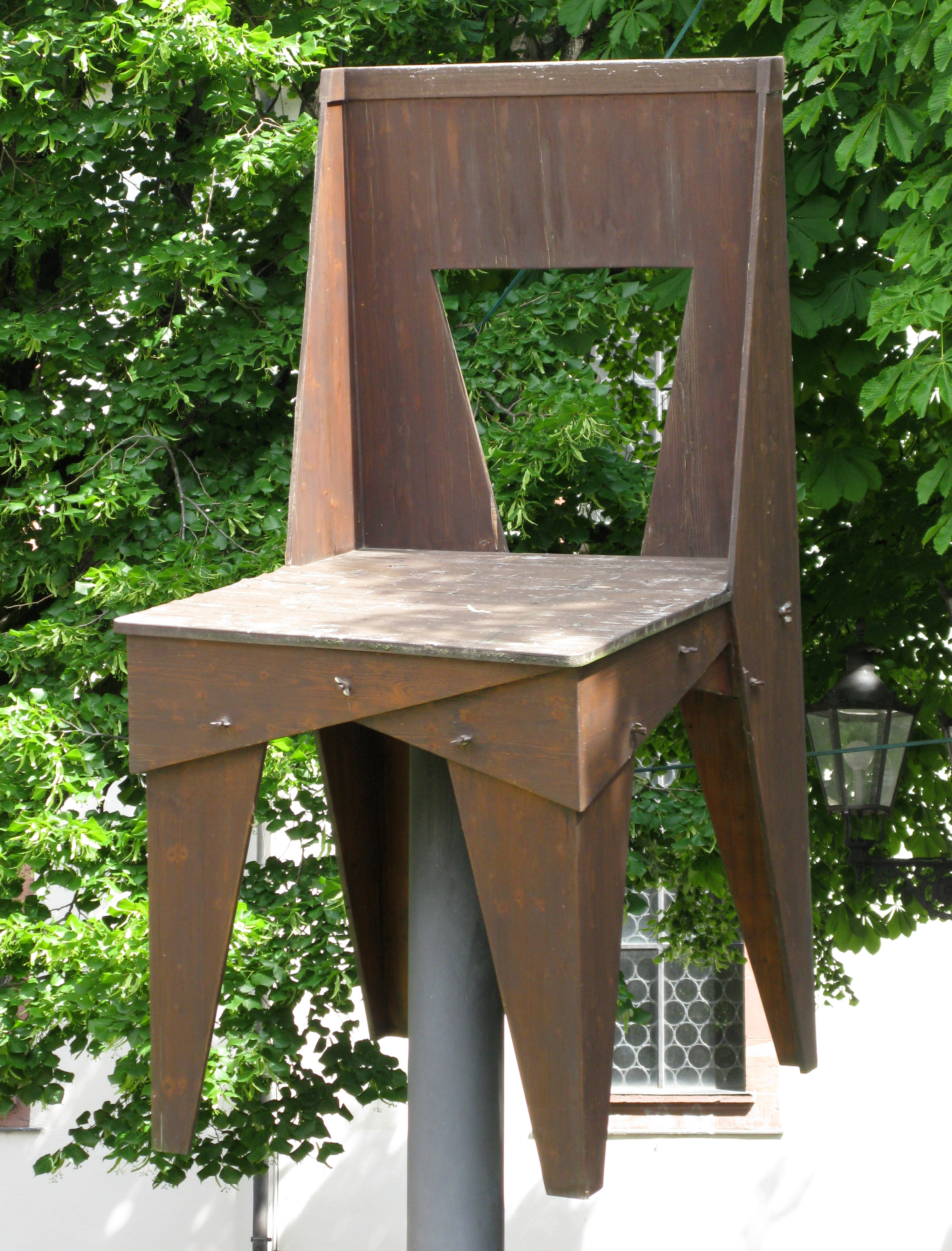
Wingnut Chair (Vitra)
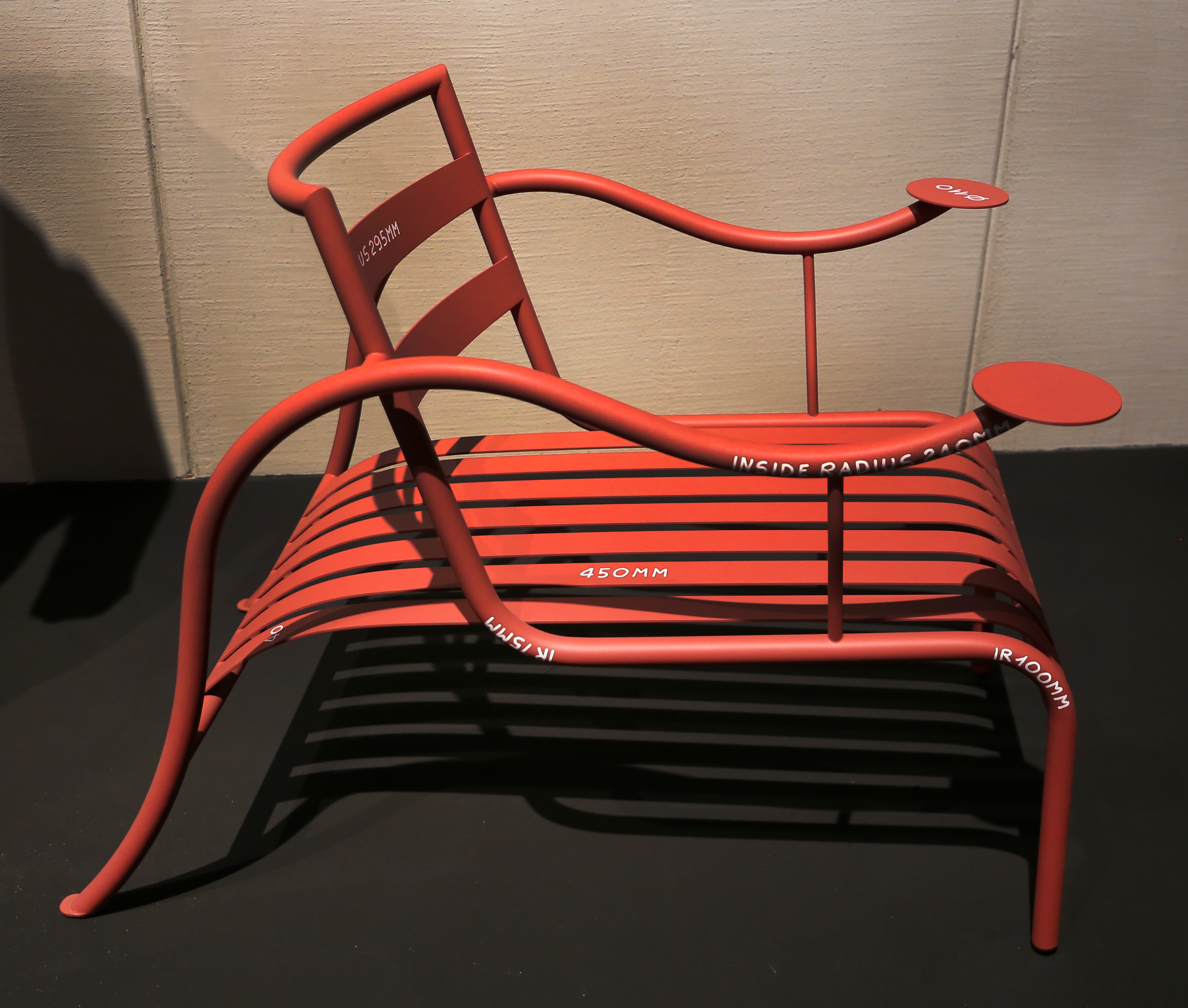
Thinking man chair
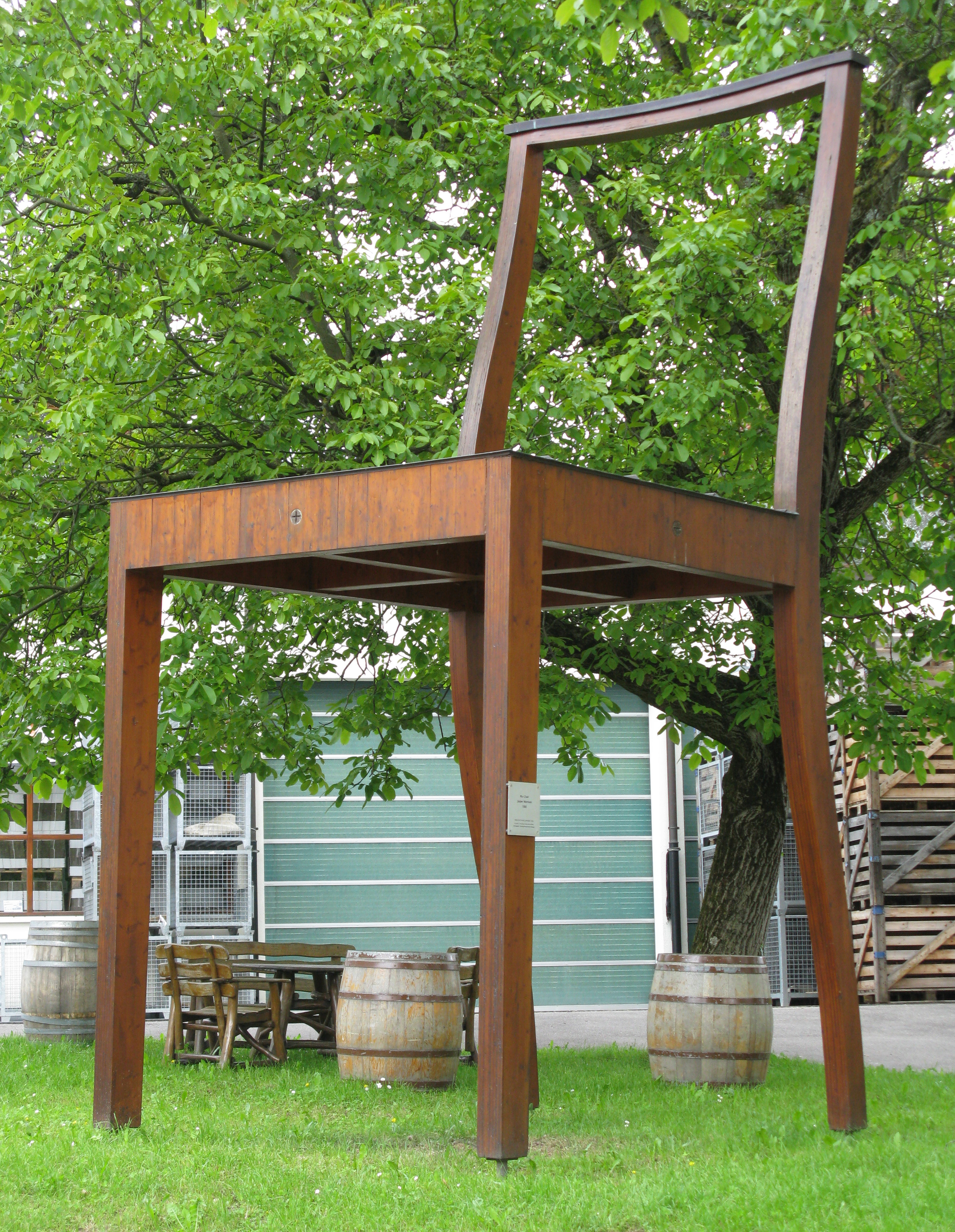
Ply Chair
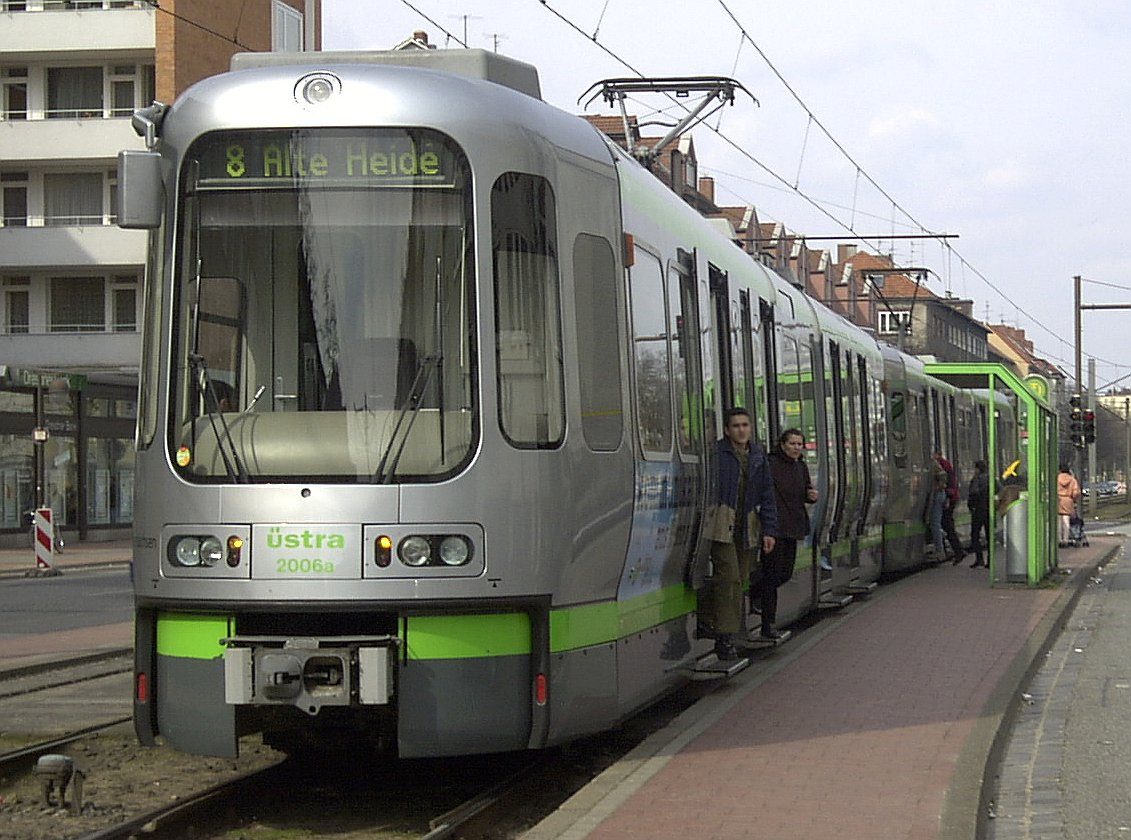
TW 2000